# VV Line
VV Line var ett lettländskt rederi som bedrev färjetrafik från Sverige till Lettland och Estland. Bolagets huvudlinje var Västervik–Ventspils. Trafiken inleddes 2001 med linjen Västervik–Ventspils kort därefter följt av linjen Västervik–Tallinn. 2002 inleddes trafik på linjerna Nynäshamn–Ventspils och Västervik–Paldiski. Linjen på Paldiski avvecklades dock redan samma år. Rederiet nådde aldrig lönsamhet utan gick i konkurs 2003 efter bara några få års verksamhet.
Rederiet opererade två fartyg, M/S Mermaid (efter utflaggning till Panama omdöpt till M/S Mermaid II) och M/S Fellow.